# Touch of Evil
Touch of Evil é um filme noir americano de 1958 escrito e dirigido por Orson Welles, que também estrela o filme.  O roteiro foi vagamente baseado no romance de Whit Masterson, Badge of Evil (1956). O elenco incluiu Charlton Heston, Janet Leigh, Joseph Calleia, Akim Tamiroff e Marlene Dietrich.
Em 1993, o filme foi selecionado para preservação no National Film Registry dos Estados Unidos pela Biblioteca do Congresso como sendo "culturalmente, historicamente ou esteticamente significativo".

## Sinopse
Ramon Miguel Vargas é um chefe de polícia mexicano que está em lua-de-mel com sua mulher Susan Vargas numa cidadezinha bem perto da fronteira com os Estados Unidos da América. Quando um assassinato acontece, os conceitos da ética policial de Ramon se confrontam diretamente com os de Hank Quinlan, o corrupto capitão da polícia local.

## Elenco
- Orson Welles como Capitão Hank Quinlan
- Charlton Heston como Ramon Miguel Vargas
- Janet Leigh como Susan Vargas
- Joseph Calleia como Sargento Pete Menzies
- Akim Tamiroff como  "Tio" Joe Grandi
- Joanna Moore como Marcia Linnekar
- Marlene Dietrich como Tanya
- Victor Millan como Manelo Sanchez
- Lalo Rios como Risto
- Valentin de Vargas como Pancho
- Zsa Zsa Gabor como Proprietária do Clube de Striptease
- Ray Collins como Promotor Adair
- Dennis Weaver como Gerente do Motel Mirador
- Mort Mills como Al Schwartz, Assistente da Promotoria
- Phil Harvey como Blaine
- Joi Lansing como Loura
- Mercedes McCambridge como Líder da Gangue
- Eleanor Dorado como Lia
- Arlene McQuade como Ginnie
- Rusty Wescoatt como Casey

## Produção
Inicialmente, Orson Welles havia sido contratado para trabalhar no filme apenas como ator. Entretanto, devido a um engano do ator Charlton Heston, que entendeu que Welles iria atuar e dirigir o filme, e para agradar o astro, o produtor Albert Zugsmith resolveu oferecer a direção a ele.
A produção de A Marca da Maldade foi recheada de contratempos, que resultaram na demissão de Orson Welles e na reedição do filme de forma que ele ficasse diferente do que o diretor havia planejado. A versão com a edição de Orson Welles possui 16 minutos a mais do que a que foi lançada nos cinemas em 1958.

## Principais prêmios e indicações
- Feira Internacional de Bruxelas, 1958  -  Prêmio de Melhor Filme[4]